# العلاقات الأنغولية السويدية
العلاقات الأنغولية السويدية هي العلاقات الثنائية التي تجمع بين أنغولا والسويد.

## مقارنة بين البلدين
هذه مقارنة عامة ومرجعية للدولتين:
| وجه المقارنة                                              | أنغولا           | السويد                                                                               |
| --------------------------------------------------------- | ---------------- | ------------------------------------------------------------------------------------ |
| المساحة (كم2)                                             | 1.25 مليون       | 450.30 ألف                                                                           |
| عدد السكان (نسمة)                                         | 29.78 مليون      | 10.16 مليون                                                                          |
| الكثافة السكانية (ن./كم²)                                 | 23.82            | 22.56                                                                                |
| العاصمة                                                   | لواندا           | ستوكهولم                                                                             |
| اللغة الرسمية                                             | اللغة البرتغالية | اللغة السويدية، لغات السامي، اللغة الفنلندية، منكيلي، اللغة الرومنية، اللغة اليديشية |
| العملة                                                    | كوانزا أنغولي    | كرونة سويدية                                                                         |
| الناتج المحلي الإجمالي (بليون دولار)                      | 124.21 مليار     | 538.04 مليار                                                                         |
| الناتج المحلي الإجمالي (تعادل القوة الشرائية) بليون دولار | 184.83 مليار     | 469.01 مليار                                                                         |
| الناتج المحلي الإجمالي الاسمي للفرد دولار أمريكي          | 4.10 ألف         | 50.58 ألف                                                                            |
| الناتج المحلي الإجمالي للفرد دولار أمريكي                 |                  | 45.30 ألف                                                                            |
| مؤشر التنمية البشرية                                      | 0.533            | 0.907                                                                                |
| رمز المكالمات الدولي                                      | +244             | +46                                                                                  |
| رمز الإنترنت                                              | .ao              | .se                                                                                  |
| المنطقة الزمنية                                           | ت ع م+01:00      | توقيت وسط أوروبا، ت ع م+01:00، ت ع م+02:00، أوروبا/ستوكهولم ‏                         |

## منظمات دولية مشتركة
يشترك البلدان في عضوية مجموعة من المنظمات الدولية، منها:
| علم المنظمة | اسم المنظمة                        | تاريخ انضمام أنغولا | تاريخ انضمام السويد |
| ----------- | ---------------------------------- | ------------------- | ------------------- |
|             | البنك الإفريقي للتنمية             | ?                   | ?                   |
|             | منظمة الشرطة الجنائية الدولية      | ?                   | ?                   |
|             | منظمة التجارة العالمية             | ?                   | 1995                |
|             | منظمة حظر الأسلحة الكيميائية       | ?                   | ?                   |
|             | مؤسسة التمويل الدولية              | 19 سبتمبر 1989      | 20 يوليو 1956       |
|             | يونسكو                             | 11 مارس 1977        | 23 يناير 1950       |
|             | البنك الدولي للإنشاء والتعمير      | 19 سبتمبر 1989      | 31 أغسطس 1951       |
|             | مؤسسة التنمية الدولية              | 19 سبتمبر 1989      | 24 سبتمبر 1960      |
|             | الأمم المتحدة                      | 1 ديسمبر 1976       | 19 نوفمبر 1946      |
|             | وكالة ضمان الاستثمار متعدد الأطراف | 19 سبتمبر 1989      | 12 أبريل 1988       |
|             | الاتحاد الدولي للاتصالات           | 13 أكتوبر 1976      | 1866                |
|             | الاتحاد البريدي العالمي            | ?                   | ?                   |

## أعلام
هذه قائمة لبعض الشخصيات التي تربطها علاقات بالبلدين:
- إيرين إيكيلوند (8 مارس 1997 – )

## وصلات خارجية
- موقع وزارة الخارجية الأنغولية
- موقع وزارة الخارجية السويدية